# Sakalí léta
Sakalí léta è un film del 1993 diretto da Jan Hřebejk.

## Trama
Praga, 1959. Un giovane che si fa chiamare "Baby" arriva a casa di Prokop e della sua famiglia, apparentemente per prendersi cura dell'anziana madre dell'uomo. Baby, che indossa abiti eccentrici, suona la chitarra e ha una passione per il rock 'n' roll, inizia rapidamente a sconvolgere la vita di chi fa parte della comunità locale.
Baby affascina rapidamente la gang di ragazzi di cui fa parte Kšanda, il figlio di Prokop che prende sotto la sua ala protettrice, e si fa anche un nome nel vicino Hotel International dove si esibisce come cantante. Prokop non vede di buon occhio Baby e questo causa un deterioramento dei suoi rapporti con il figlio. Un giorno Prokop serve, ad un pranzo organizzato per i suoi superiori al lavoro, una brocca dentro la quale Kšanda e il suo amico hanno pisciato. Per timore di subire le ire del padre, Kšanda scappa di casa. Nel frattempo, Eda, cameriero dell'hotel, diventa geloso di quanto tempo Bejbina, la figlia di Prokop del quale è innamorato, sta trascorrendo con Baby ed inizia a flirtare con Milada, una cantante dell'hotel. 
Il giorno successivo Baby, Eda, Milada, Bejbina e molti altri membri della gang vanno a vedere una band rock'n'roll chiamata "The Red Devils". Durante il viaggio verso casa la loro macchina finisce in un lago e sono costretti a portarla nell'officina meccanica del padre di uno dei ragazzi. Lì ha luogo una discussione tra Eda e Baby su Bejbina, durante la quale Eda dice a Bejbina che Baby ha messo incinta Milada. Uno dei membri della gang presente alla discussione racconta tutto a suo padre, un informatore comunista, che va poi a raccontare al marito di Milada, un alto dignitario comunista, cosa è successo. Furioso, l'uomo va a casa di Prokop in cerca di Baby e finisce col ferire Prokop.
Baby è costretto a lasciare la città, ma la vita di tutti i personaggi è stata toccata dalla sua presenza. Eda, rendendosi conto dell'errore commesso nei confronti di Bejbina, rovina un evento del partito comunista che si tiene in albergo. Il film si conclude con un'esibizione solista di Kšanda fuori dalla scuola, che ha adottato in pieno lo stile e l'atteggiamento di Baby.

## Riconoscimenti
- 1994 - Leoni Cechi[1]
  - Miglior film
  - Miglior attore a Josef Abrhám
  - Miglior regista
  - Miglior musica
  - Box Office Award

- 1994 - Gijón International Film Festival
  - Premio Speciale della Giuria